# Piazza della Bocca della Verità

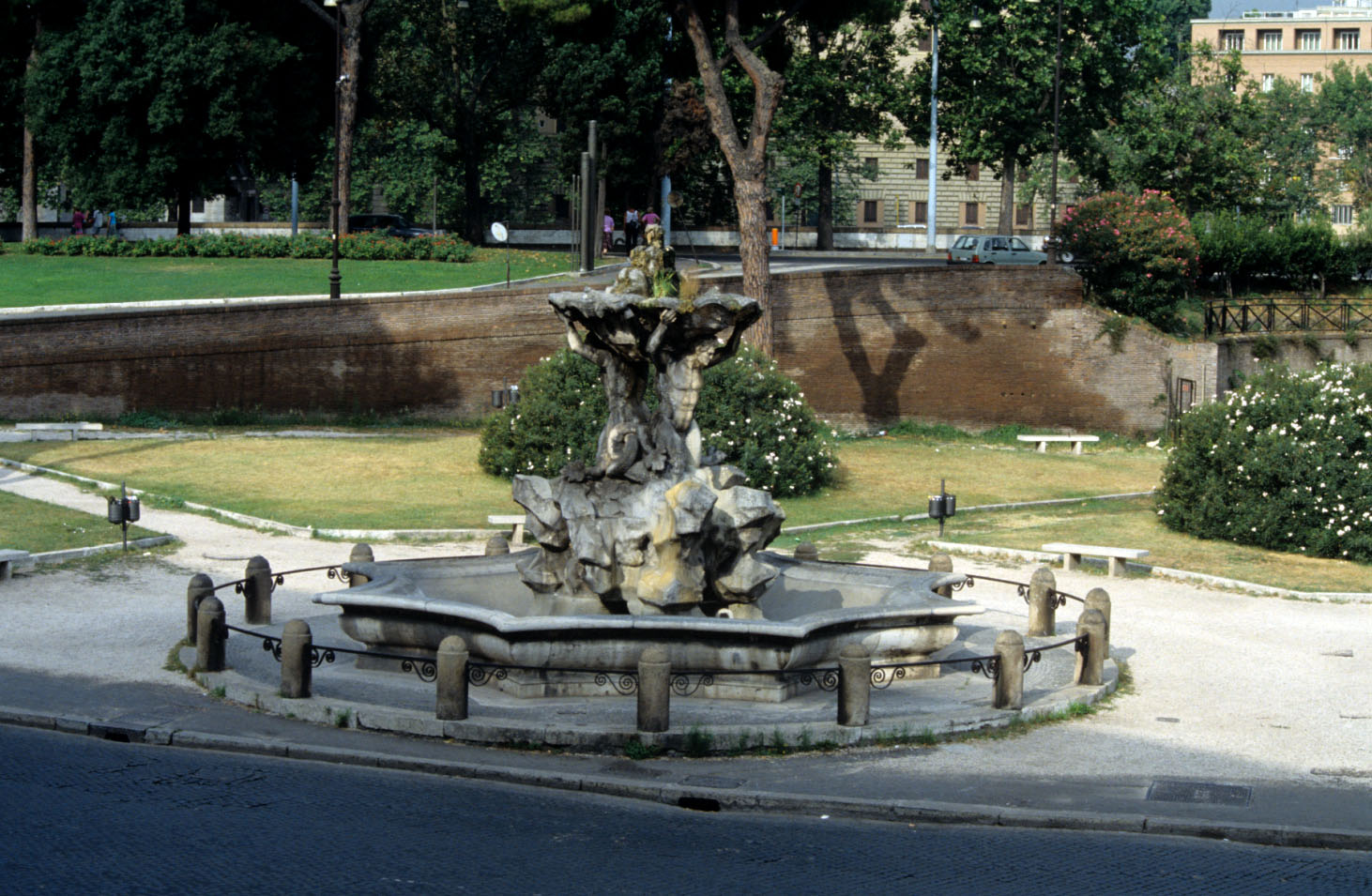
La fontana dei Tritoni del Bizzaccheri

Piazza della Bocca della Verità, o piazza Bocca della Verità, è una piazza carrabile sita tra via Luigi Petroselli e largo Amerigo Petrucci a Roma, nel rione Ripa. Posta nell'antica zona del Foro Boario, proprio davanti all'Isola Tiberina, prende il nome dalla Bocca della Verità, oggi collocata nel portico della basilica di Santa Maria in Cosmedin.

## Descrizione
Oltre alla chiesa risalente al tardo e non medioevo, nella piazza sorgono l'Arco degli Argentari, l'Arco di Giano, il tempio di Ercole Vincitore, erroneamente identificato con il tempio di Vesta in ragione della sua forma circolare, ed il tempio di Portuno, divinità legata al porto fluviale che qui sorgeva. La fontana davanti ai due templi, detta Fontana dei Tritoni, realizzata da Carlo Bizzaccheri su commissione di papa Clemente XI, fu posta nella piazza nel 1715; ha base ottagonale e rappresenta due tritoni che sorreggono una conchiglia sopra le teste da cui sgorga l'acqua. Qui fino al 1868 venivano eseguite le condanne a morte.